# عين وردة
عين وردة هي إحدى القرى التابعة لمركز الخشنية التابع لمحافظة القنيطرة في هضبة الجولان بجنوب غرب سوريا.
قرية تتبع ناحية الخشنية، منطقة مركز ومحافظة القنيطرة (427ن عام 1967 – 760م)، تقع في أرض بركانية وعرة تنحدر نحو الجنوب الغربي، جنوب تل يوسف، شرق وادي الدلهمية، وهي تبعد 4 كم من بلدة الخشنية باتجاه الشمال الغربي، و(16كم) من مدينة القنيطرة، باتجاه الجنوب الغربي تقوم فيها زراعة الحبوب والبقول بعلاً، وتزرع فيها الذرة الصفراء والخضار رياً، كما وتنتشر فيها زراعة الكرمة، وتكثر أشجار الكينا، وتربى فيها الأبقار والأغنام. يشرب أهلها من مياه الينابيع المحلية.